# Doleschallia polibete
Doleschallia polibete är en fjärilsart som beskrevs av Pieter Cramer 1782. Doleschallia polibete ingår i släktet Doleschallia och familjen praktfjärilar. Inga underarter finns listade i Catalogue of Life.